# Secció d'hoquei sobre herba del Futbol Club Barcelona
La secció d'hoquei herba del Futbol Club Barcelona, una de les més antigues del club, es fundà oficialment el 6 de novembre de 1923 impulsada per Lluís Menéndez i Pere Cusell, però degut al poc interès que va despertar de seguida la portà a un segon nivell dins el club. El seu primer gran èxit arribà el 1931 quan aconseguí el Campionat de Catalunya d'Hoquei Herba. El juliol de 2024 la Federació Espanyola d'Hoquei proclamà ex aequo al Barça com a vencedor de la Copa d'Espanya de la temporada 1930-31. Als anys 40 continuaren els èxits amb el triomf final a tres Campionats d'Espanya (1942, 1944, 1947), però no es varen perllongar en el temps. Als anys seixanta, amb la creació de la Divisió d'Honor de l'especialitat el club fou present entre els clubs de l'elit, però sempre un esglaó per sota dels clubs de Terrassa o el Polo.
Els èxits més recents de la secció són la medalla de bronze a la Copa del Rei del 2018 i la victòria a la Supercopa Múnich l'any de la creació del torneig (2022). A més, la temporada 2020-2021, el primer equip femení de la secció va aconseguir l'ascens a la Divisió d'Honor A per primer cop en la història del club.
El 2023, la secció celebraria el seu centenari, i aconseguiria la classificació del seu infantil masculí a un campionat d'Espanya per primer cop a la història, juntament amb un nou ascens de l'equip femení a la màxima categoria estatal.

## Palmarès

### Estatal (4)
- 4 Copa d'Espanya d'hoquei herba: 1930-31, 1941-42, 1943-44, 1946-47
- 1 Medalla de bronze Copa del Rei de hockey herba: 2018

### Nacional (3)
- 2 Campionat de Catalunya d'Hoquei Herba: 1931, 2007
- 1 Supercopa Múnich de Catalunya: 2022

### Internacional (1)
- 1 Torneig Internacional d'Hoquei de Reis: 1951